# 120e régiment d'infanterie territoriale
Le 120e régiment d'infanterie territoriale est un régiment d'infanterie de l'armée de terre française qui a participé à la Première Guerre mondiale.

## Création et différentes dénominations
Le régiment reçoit son numéro par décret du 19 mars 1875.

## Chefs de corps
- août 1914 - janvier 1915 : colonel Dardoize[1]
- janvier 1915 - septembre 1917 : lieutenant-colonel (puis colonel) Gouget[2]
- septembre 1917 - janvier 1918 : lieutenant-colonel Deleuze[3]

## Historique des garnisons, combats et batailles
Le régiment est destiné à être formé en 15e région militaire (15e corps d'armée), à Pont-Saint-Esprit. Il est mis sur pied dès la mobilisation générale de 1914.

### Première Guerre mondiale

#### Affectations
- d'octobre 1914 à août 1915 à la 97e division d'infanterie territoriale[5]

,
- ensuite à la région fortifiée de Verdun (RFV) à partir d'août 1915
  - En janvier 1916, la RFV devient le 30e corps d'armée.

#### 1914
Jusqu'en octobre 1914, il est affecté à la frontière avec l'Italie. Fin octobre, il rejoint la région parisienne. Il y effectue divers travaux et parfait son instruction.

#### 1915
Quittant la région parisienne, il rejoint en mai Verdun.

#### 1916
Il combat dans la région de l'est de Verdun pendant l'année 1916.

#### 1917
Il tient l'est puis le sud de Verdun jusqu'en août 1917. Il rejoint alors le secteur de Reims, où il est mis à la disposition du Génie.

#### 1918
Il est dissout en janvier 1918.

## Drapeau
Il porte, cousues en lettres d'or dans ses plis, les inscriptions suivantes :
- Verdun 1916

## Sources et bibliographie
- Jean Joseph Marie Gérard Deleuze, Historique du 120e régiment territorial d'infanterie : 1914-1917, Paris, H. Charles-Lavauzelle, 1919, 8 p. (lire en ligne), lire en ligne sur Gallica.